# Atractus boulengerii
Atractus boulengerii är en ormart som beskrevs av Peracca 1896. Atractus boulengerii ingår i släktet Atractus och familjen snokar. Inga underarter finns listade.
Arten förekommer i departementet Valle del Cauca i västra Colombia. Honor lägger ägg.